# Suspiria (Goblin)
Pour les articles homonymes, voir Suspiria.
Albums de Goblin
Roller (it)
(1976) Il fantastico viaggio del bagarozzo Mark (it)
(1978)
La bande originale du film Suspiria sortie en 1977 a été composée et interprétée par le groupe italien Goblin. Une version single de la chanson titre, Suspiria, est sortie avec la face B Blind Concert.
En 2018, le groupe mené par Claudio Simonetti a fait la tournée Suspiria pour coïncider avec la sortie du remake de 2018 du film. Le groupe a interprété la bande originale dans son intégralité avec une projection en direct du film original. 

## Publications
Sorti en Italie par Cinevox, le disque est également sorti au Japon en 1977 par le label King Japan.

## Formation
- Claudio Simonetti - Mellotron (son des cordes, de l'orgue d'église et des chœurs), orgue Elka, violons Logan, célesta et piano électrique Fender Rhodes, piano, synthétiseurs. Moog (Minimoog & System 55), voix (sur Suspiria)
- Massimo Morante - Guitare électrique et Guitare acoustique, Bouzouki, voix.
- Fabio Pignatelli - basse Fender Precision et Rickenbacker 4001, Tabla, guitare acoustique, voix
- Agostino Marangolo - batterie, voix, percussion.
- Antonio Marangolo - saxophone (sur Black Forest)

## Titres
Toutes les chansons sont écrites et composées par Goblin.
| No | Titre                | Durée |
| -- | -------------------- | ----- |
| 1. | Suspiria             | 6:01  |
| 2. | Witch                | 3:12  |
| 3. | Opening to the Sighs | 0:32  |
| 4. | Sighs                | 5:16  |
| 5. | Markos               | 4:05  |
| 6. | Black Forest         | 6:08  |
| 7. | Blind Concert        | 6:16  |
| 8. | Death Valzer         | 1:51  |

| 9.  | Suspiria (Celesta and Bells) | 1:34 |
| 10. | Suspiria (Narration)         | 1:48 |
| 11. | Suspiria (Intro)             | 0:32 |
| 12. | Markos (version alternative) | 4:09 |

| 1.  | Suspiria                                        | 6:01  |
| 2.  | Witch                                           | 3:12  |
| 3.  | Opening to the Sighs                            | 0:32  |
| 4.  | Sighs                                           | 5:16  |
| 5.  | Markos                                          | 4:05  |
| 6.  | Black Forest (Blind Concert Original Film Edit) | 12:35 |
| 7.  | Death Valzer                                    | 1:51  |
| 8.  | Suspiria (Celesta and Bells)                    | 1:34  |
| 9.  | Suspiria (narration)                            | 1:48  |
| 10. | Suspiria (intro)                                | 0:32  |
| 11. | Markos (version alternative)                    | 4:09  |
| 12. | Suspiria (version alternative)                  | 3:51  |

| 9.  | Suspiria (Celesta and Bells)                                                          | 1:36 |
| 10. | Dario Argento parle de la genèse de la composition                                    | 0:35 |
| 11. | Suspiria (narration)                                                                  | 1:50 |
| 12. | Suspiria (intro)                                                                      | 0:34 |
| 13. | Agostino Marangolo parle des différences entre Suspiria et Les Frissons de l'angoisse | 0:36 |
| 14. | Claudio Simonetti parle du thème principal                                            | 0:32 |
| 15. | Markos (version alternative)                                                          | 4:12 |
| 16. | Massimo Morante parle de l'utilisation du bouzouki                                    | 0:58 |
| 17. | Fabio Pignatelli parle de l'expérimentation dans la composition                       | 0:32 |
| 18. | Suspiria (prise alternative)                                                          | 3:51 |
| 19. | Suspiria (Intro no 2)                                                                 | 0:31 |
| 20. | Suspiria (générique principal)                                                        | 1:00 |
| 21. | Witch (version cinéma)                                                                | 2:40 |
| 22. | Markos (version alternative no 2)                                                     | 1:43 |